# Norbert Glatzel
Norbert Glatzel (* 3. Februar 1937 in Bad Ziegenhals, Landkreis Neisse, Provinz Oberschlesien; † 29. März 2024) war ein deutscher römisch-katholischer Theologe, Sozialethiker, Religionssoziologe und emeritierter Hochschullehrer. Er lehrte zuletzt als Professor für Christliche Gesellschaftslehre an der Theologischen Fakultät der Albert-Ludwigs-Universität Freiburg.

## Leben
Nach einem Studium der Philosophie und der Theologie von 1957 bis 1962 an der Philosophisch-theologischen Hochschule Regensburg wurde Glatzel 1963 zum Priester geweiht. Anschließend war er bis 1965 als Kaplan in Plattling tätig. Von 1965 bis 1970 folgte ein Studium der Soziologie (Abschluss Diplom-Soziologe) an der Rechts- und Staatswissenschaftlichen Fakultät der Universität Münster. Von 1970 bis 1971 arbeitete er als Assistent am Institut für Christliche Sozialwissenschaften an der Kath.-Theol. Fakultät der Westfälischen Wilhelms-Universität Münster und von 1971 bis 1976 am Lehrstuhl für Christliche Gesellschaftslehre im Kath.-Theol. Fachbereich der Universität Augsburg. Im Jahr folgte seine 1975 Promotion zum Doktor der Theologie. Von 1976 bis 1989 lehrte er als Lehrstuhlinhaber für Christliche Soziallehre und Allgemeine Religionssoziologie an der Fakultät Katholische Theologie der Universität Bamberg. Im Jahr 1989 wechselte er als Professor für Christliche Gesellschaftslehre an die Theologischen Fakultät der Universität Freiburg, wo er bis zu seiner Emeritierung lehrte.
Seit 2005 war er Kanonikus und von 2013 bis 2018 Stiftsdekan am Kollegiatstift „Unserer Lieben Frau zur Alten Kapelle“ in Regensburg.

## Werke (Auswahl)

### Publikationen in Buchform
- Gemeindebildung und Gemeindestruktur. Ein Beitrag der Christlichen Sozialwissenschaften zu einer Kernfrage des christlichen Lebens (= Abhandlungen zur Sozialethik, Band 14), München, Paderborn, Wien 1976.
- (Hrsg.), mit Eugen Kleindienst (Hrsg.): Die personale Struktur des gesellschaftlichen Lebens. Festschrift für Anton Rauscher, Berlin 1993, S. 135–148.
- (Hrsg.), mit Gerhard Beestermöller (Hrsg.): Theologie im Ringen um Frieden. Einblicke in die Werkstatt theologischer Friedensethik, Stuttgart, Berlin, Köln 1995.
- (Hrsg.), mit Ursula Nothelle-Wildfeuer (Hrsg.): Christliche Sozialethik im Dialog. Zur Zukunftsfähigkeit von Wirtschaft, Politik und Gesellschaft. Festschrift zum 65. Geburtstag von Lothar Roos, Grafschaft 2000.

### Beiträge in Sammelwerken
- Christliches Leben in säkularen Strukturen, in: Alfred E.Hierold (Hrsg.), Die Kraft der Hoffnung. Festschrift für Alterzbischof DDr. Josef Schneider zum 80. Geburtstag, Bamberg 1986, S. 192–199.
- Familie und Staat – ein kritisches Verhältnis. In: Norbert Glatzel (Hrsg.), Eugen Kleindienst (Hrsg.), Die personale Struktur des gesellschaftlichen Lebens. Festschrift für Anton Rauscher, Berlin 1993, S. 135–148.
- Ein gerechtes Europa, in: Alfred E. Hierold (Hrsg.), Josef Ernst Nagel (Hrsg.), Kirchlicher Auftrag und politische Friedensgestaltung. Festschrift für Ernst Niermann, Stuttgart, Berlin, Köln 1995, S. 138–143
- Die ökonomische bzw. organisatorische Sicherung der Gesundheits- und Sozialdienste durch Staat und freie Wohlfahrtsverbände, in: Heinrich Pompey (Hrsg.), Caritas im Spannungsfeld von Wirtschaftlichkeit und Menschlichkeit. (= Studien zur Theologie und Praxis der Caritas und der Sozialen Pastoral, Band 9), Würzburg 1997, S. 209–224.
- mit Nils Goldschmidt, Ethical Perspectives of the Generational Contract (= Reihe des Instituts für Allgemeine Wirtschaftsforschung, Abt. für Mathematische Ökonomie, Diskussionsbeitrag 17), Freiburg 1999.
- Verkehrsraum und Lebensraum. Überlegungen zur Konzeption von Seelsorgeeinheiten, in: Hubert Windisch (Hrsg.): Seelsorgeeinheiten und kooperative Pastoral. Fragen und Impulse, (= Freiburger Texte 38), Freiburg 1999, S. 61–69.
- „Soziale Gerechtigkeit“ – ein umstrittener Begriff, in: Ursula Nothelle-Wildfeuer und Norbert Glatzel (Hrsg.), Christliche Sozialethik im Dialog. Zur Zukunftsfähigkeit von Wirtschaft, Politik und Gesellschaft. Festschrift zum 65. Geburtstag von Lothar Roos, Grafschaft 2000, S. 138–150.
- Die Soziallehre Papst Pius’ XII., in: Geschichtsverein für das Bistum Aachen e.V. (Hrsg.): Von Pius XII. zu Johannes XXIII, Neustadt a.d. Aisch 2001, S. 9–28.
- Die Charta der Familienrechte, in: Wolfgang J. Mückl (Hrsg.), Familienpolitik. Grundlagen und Gegenwartsprobleme. Paderborn u. a. 2002, S. 21–31.
- Markt als personales Handlungsgeflecht, in: Nils Goldschmidt (Hrsg.) und Michael Wohlgemuth (Hrsg.), Die Zukunft der Sozialen Marktwirtschaft (= Untersuchungen zur Ordnungstheorie und Ordnungspolitik, Band 45), Tübingen 2004, S. 53–56

### Zeitschriftenartikel (Auswahl)
- Die Rolle des Priesters in der Leistungsgesellschaft, in: Wilhelm Weber (Hrsg.), Jahrbuch für Christliche Sozialwissenschaften, Jahrgang 12, 1971, S. 163–183.
- Der wissenschaftliche Nachwuchs in der katholischen Theologie, in: Wilhelm Weber (Hrsg.): Jahrbuch für Christliche Sozialwissenschaften, Jahrgang 23, 1982, S. 249–274.
- Die ethischen Fundamente für die Pflegeversicherung, in: Zeitschrift für medizinische Ethik, Jahrgang 39, 1993, S. 321–329
- mit Nils Goldschmidt, Gelebte oder verordnete Solidarität? Sozialethische Prämissen der Rentendiskussion, in: Die Neue Ordnung, Jahrgang 54, 2000, S. 357–371.

### Lexikonartikel
- Art. Boykott, in: Lexikon für Theologie und Kirche, Bd. 2, Freiburg 1994, Spalte 622
- Art. Föderalismus, in: LThK, Bd. 3, Freiburg 1995, Spalte 1339–1340
- Art. Grenzmoral. in: LThK, Bd. 4, Freiburg 1995, 1040–1041
- Art. Kollektivismus, In: LThK, Bd. 6, Freiburg 1997, Spalte 183–184.
- Art. Körperschaft, in: LThK, Bd. 6, Freiburg 1997, Spalte 385.
- Art. Sonntagsarbeit, in: LThK, Band 9, Freiburg 2000, Spalte 731–732.
- Art. Sozialpartnerschaft, in: LThK, Band 9, Freiburg 2000, 786.
- Art. Stand I. Sozialgeschichtlich, in: LThK, Band 9, Freiburg 2000, Spalte 924–925.
- Art. Unterhalt / Unterhaltspflicht, I. Sozialethisch, in: LThK, Band 10, Freiburg 2001, Spalte 438–439.
- Art. Zünfte, in: LThK, Band 10, Freiburg 2001, Spalte 1501–1502.